# 間部詮衡
間部 詮衡（まなべ あきひら）は、江戸時代中期の旗本。間部詮房・詮之の実弟。徳川家宣・家継に仕え、本家から独立し赤坂間部家という分家を興した。

## 生涯
延宝8年（1680年）、西田清貞の四男として生まれる。元禄7年（1694年）から甲府藩主、徳川綱豊（家宣）の小姓を務める。宝永元年（1704年）、家宣が江戸城西の丸入りすると、兄たちと同じく幕臣に取り立てられ、西の丸小姓になった。城内では、侍講の新井白石と、詮房および家宣との間の取次役を務める。
その後、兄詮之と同じく出世し、正徳5年（1715年）には1550石知行の旗本になった。正徳6年（1716年）、7代将軍徳川家継の死によって職を解かれ寄合に列した。享保10年（1725年）、死去。享年45歳。家督は長男の詮長が継いだ。赤坂間部家は明治維新まで存続する。

## 略歴
※日付は旧暦
- 元禄7年（1694年）、甲府藩主徳川綱豊の小姓になり蔵米250俵支給。
- 宝永元年（1704年）12月5日、西の丸小姓。
- 宝永2年（1705年）
  - 3月18日、蔵米200俵加増。
  - 4月18日、従五位下・中務少輔。
- 宝永5年（1708年）1月21日、300石加増。蔵米知行を改め、下総国相馬郡のうち750石を知行。
- 宝永6年（1709年）西の丸から本丸に移る。
- 宝永7年（1710年）
  - 1月13日、伊豆国君沢郡・田方郡の内500石加増。
  - 11月12日、伊賀守[5]。
- 宝永8年（1711年）6月27日、伊賀守から淡路守に改称[6]。
- 正徳2年（1712年）、落髪して引退するが翌年、職務に復帰[7]。
- 正徳3年（1713年）8月18日、秋田季成の娘との縁組が決定。同年12月4日、婚礼の式を終える[8]。
- 正徳5年（1715年）9月6日、三河国宝飯郡のうち300石を加増。合計1550石を知行。
- 享保元年（1716年）、5月16日、寄合。
- 享保4年（1719年）4月25日、娘が誕生[9]。
- 享保10年（1725年）8月26日、死去。

## 赤坂間部家歴代当主
1. 間部詮衡
2. 間部詮長
3. 間部詮番
4. 間部詮芳
5. 間部詮寛
6. 間部詮徴
7. 間部詮義

## 采地
赤坂間部家が支配した知行所の一覧。（）内は村高と相給者の人数。
- 三河国
  - 宝飯郡
    - 御馬村（517.464石・五給）-100.159石
    - 市田村（999.204石・四給）-199.8408石
- 伊豆国
  - 田方郡
    - 南江間村（939.651石・三給）-247.854石
    - 青羽根村（194.636石）-194.636石

  - 君沢郡
    - 平沢村（57.72石・二給）-57.51石
- 下総国
  - 相馬郡
    - 上高井村（242.432石・三給）-179.242石
    - 酒詰村（540.854石・三給）-538.854石
    - 百井戸村（196.787石・三給）-87.577石
    - 押戸村（739.954石・三給）-262.621石
    - 羽根野村（212.638石）-212.638石